# Juarez Távora (Paraíba)
Juarez Távora è un comune del Brasile nello Stato del Paraíba, parte della mesoregione dell'Agreste Paraibano e della microregione di Itabaiana.